# أصول النظام السياسي (2011)
 أصول النظام السياسي  هو كتاب سياسي اجتماعي واقتصاد سياسي صدر عام 2011 من تأليف العالم والفيلسوف السياسي الأميركي فرانسيس فوكوياما. وهو الجزء الأول من كتاب آخر صدر عام 2014 بعنوان النظام السياسي والاضمحلال: من الثورة الصناعية إلى عولمة الديمقراطية. الكتاب تحليل لجذور المؤسسات السياسية بناءً على التاريخ السياسي المقارن، بهدف تطوير نظرية تشرح أصل إستقرار النظم السياسية. يتتبع فرانسيس أصول الظهور البطئ والغير منتظم لثلاث مؤسسات رئيسية وهي الدولة القومية، سيادة القانون، ومسائلة الحكام.

## خلفية
كان كتاب صامويل هنتجتون النظام السياسي في المجتمعات المتغيرة الصادر عام 1968 الإلهام خلف كتاب فوكوياما. فقد أسست أطروحة هنتغتون الأفكار الأساسية للسياسة المقارنة بما في ذلك نظرية الاضمحلال، ومفهوم التحديث السلطوي، وحقيقة أن التنمية السياسية مجال منفصل عن غيره من جوانب التحديث. صدر كتاب صامويل هنتغتون عام 1968 أي بعد عقد أو اثنين تقريباً من بدء موجة التحرر من الاستعمار الأوروبي بعد الحرب العالمية الثانية، والكثير من استنتاجاته عكست اضطرابات تلك الفترة بكل ما فيها من حروب أهلية وانقلابات. ولكن بعد سنوات، شهد العالم تغيرات هامة ومفصلية مثل النهضة الاقتصادية في شرق آسيا، انهيار الشيوعية، تسارع وتيرة العولمة، وما سماه هتنغتون نفسه بالموجة الثالثة من عملية الدمقرطة حول العالم وهي الديمقراطية الليبرالية كنموذج حكم مقبول من كافة أطراف الساحة السياسية في أي بلد.
ولكن النظام لا يزال هدفاً صعب المنال في كثير من المناطق، فشعر فوكوياما بضرورة العودة إلى كتاب هتنغتون حول «النظام السياسي في المجتمعات المتغيرة» والتوسع فيه ومحاولة تطبيق أفكاره الأساسية في عالم اليوم. يرى فوكوياما بأن صامويل هنتغتون ناقش قضية التحديث السياسي في الدول النامية ولكنه لم يأخذ المرحلة المتقدمة للتاريخ البشري بعين الاعتبار، فكثير من الدول النامية التي تعاني من التخلف السياسي يوجد بها أحزاب سياسية، هيكل للدولة، جيش، ومنظمات. لم يشرح هنتغتون من أين يأتي النظام في المقام الأول بالنسبة لمجتمعات متخلفة كثير منها قديم بالفعل، الدول ليست حبيسة ماضيها ولكن الكثير من الأحداث التي وقعت قبل مئات وربما آلاف السنين لا تزال تؤثر على طبيعة ثقافتها السياسية. فإن كان ولابد من دراسة وفهم عمل المؤسسات السياسية الحديثة، يجب دراسة أصولها والظروف التي ساعدت على تشكيلها.

## ما قبل التاريخ
برغم أن جميع البشر ينحدرون من أفريقيا قبل 125,000 - 60,000 سنة تقريباً، هناك تنوع واضح في كيفية عمل مجتمعاتهم. التطور السياسي يحمل الكثير من التشابه مع التطور البيولوجي. تشارلز داروين بنى نظريته حول مبدأين هما التباين والانتقاء، الكائنات الحية تمر بطفرة جينية عشوائية وتلك التي تتكيف مع بيئتها تستطيع النجاة والتكاثر. وكذلك التنمية السياسية، فهناك تباين في المؤسسات السياسية وتلك الأنسب مع البيئة المادية والاجتماعية تنجو وتتكاثر. ولكن هناك العديد من الاختلافات الهامة بين التطور البيولوجي والسياسي، ذلك أن المؤسسات الإنسانية خاضعة للتصميم المتعمد والاختيار بخلاف الجينات. فالحاصل أنها تنتقل عبر الزمن ثقافياً وليس وراثياً، وتم توظيفها كقيم جوهرية من خلال مجموعة متنوعة من الآليات النفسية والاجتماعية، الأمر الذي يجعلها صعبة التغيير. المحافظة المتأصلة في المؤسسات الإنسانية تفسر الاضمحلال السياسي في كثير من الأحيان، لوجود فجوة كبيرة بين التغيرات في البيئة الخارجية التي توجب وتحتم التغيير المؤسسي، والاستعداد الفعلي للمجتمعات لتبني وتقبل تلك التغييرات.
بما أن الكتاب هو تحليل لتاريخ المؤسسات السياسية، بدأ فوكوياما بمناقشة النظام الاجتماعي بين الشمبانزي. لم يكن البشر أفراداً معزولين طيلة فترات التطور، والسلائف الرئيسية للجنس البشري طورت مهارات اجتماعية وسياسية كذلك منذ عصور مبكرة. البشر لا يدخلون في المجتمع والحياة السياسية نتيجة وعي أو قرارات عقلانية فتنظيمهم المجتمعي يحدث بشكل طبيعي، ولكن الطرق المحددة لأشكال التعاون تتشكل من خلال البيئة، الأفكار، والثقافة. في الواقع، أبسط أشكال التعاون يسبق وجود الجنس البشري بملايين السنين، فقد حدد علماء البيولوجيا اثنين من المصادر الطبيعية للسلوك التعاوني وهما اختيار ذوي القربى والإيثار المتبادل.
أهم سمة في التطور البيولوجي ليس بقاء الكائن نفسه على قيد الحياة ولكن نجاة جيناته. الكائنات الحية من أي نوع تتصرف بشكل خال من الأنانية تجاه ذوي القربى بما يتناسب مع عدد من الجينات المشتركة بينهم. هذا السلوك مشاهد في جميع الكائنات من السناجب إلى الجنس البشري، فالرغبة بنقل السلطة والموارد للأقارب لا يزال من أكثر الخصائص إستمرارية في السياسة البشرية. القدرة على التعاون مع الغرباء تسمى بالإيثار المتبادل عند علماء البيولوجيا وهي المصدر البيولوجي الثاني للسلوك الاجتماعي. شكل من أشكال الأخلاق تتطور بشكل عفوي لتفاعل صناع القرار مع بعضهم البعض بمرور الوقت برغم أن دوافعهم في المقام الأول لا تتجاوز المصلحة الذاتية، وهو سلوك متواجد في كائنات أخرى بجانب الجنس البشري.
كما هو متعارف عليه علمياً، الجنس البشري والشمبانزي ينحدرون من سلف مشترك عاش قبل خمسة ملايين سنة، جينوم الإنسان والشمبانزي متداخلة مع بعضها البعض بنسبة 99% وهو أعلى من أي نوع من الكائنات الرئيسية، الـ1% محسوبة لقدرة الإنسان على تطوير اللغة، الدين، الفكر المجرد وإلى آخر ذلك. ذكور الشمبانزي في البرية تغادر أراضيها لمهاجمة وقتل الشمبانزي في المجتمعات المجاورة. الذكور يتعاونون مع بعضهم البعض لمحاصرة الجار المعزول، ويذهب بعد ذلك للقضاء على كل الذكور في المستعمرة ثم القبض على الإناث ودمجهم في المجموعة المداهمة. هذا سلوك مشابه جدا لذكور الجنس البشري سواء تاريخياً وإلى الوقت الحاضر في أماكن مثل مرتفعات غينيا الجديدة، أو قبيلة يانومامي مثلاً، لا يوجد سلوك هكذا سوى في البشر والشمبانزي من بين كافة الأنواع، ولكنهم لا يجتمعون كذكور وإناث لتشكيل أسر وتربية الأطفال لأنهم يخلقون سلطات هرمية منفصلة جنسياً في مجتمعاتهم.
في السياسة، على ذكور الشمبانزي بناء تحالفات من المؤيدين ضد خصوم محتملين. في حين أن الحجم الجسدي والقوة مسألة مهمة، تحقيق الهيمنة لا يتم دون التعاون مع الآخرين في نهاية المطاف. فور تحقيق الهيمنة، يمارس المنتصر الشمبانزي ما يمكن تسميته بالـ«سلطة» حرفياً، وهو حل النزاعات وفرض قواعد استناداً على موقعهم في أعلى سلم المجتمع هرمياً. يميز الشمبانزي صاحب السلطة بتعابير مدللة على الخضوع تبدأ بهممات قصيرة متبوعة بركوع أمامه وتقبيل قدمه. فهم يفهمون أن هناك قواعد اجتماعية عليهم اتباعها، لا يتبعونها دائماً بالضرورة والفشل في اتباعها يُتبع بسلوكيات مدللة على شعورٍ بالاحراج. عملية بناء الثقة في مجتمعات الشمبانزي تحمل أوجه تشابه مع تلك البشرية، فالشمبانزي قادر على الخداع والمراوغة ولذلك طوروا مهارات تقدير وتقييم من يستحق الثقة من عدمها.
الـ 1% من جينوم الجنس البشري الذي انفصل عن السلف المشترك مع الشمبانزي قبل خمسة ملايين سنة، يحتوي العديد من القدرات أهمها الذكاء والقدرات المعرفية. القدرات المعرفية كانت مهمة للجنس الهومو ليتأقلم ويتقن بيئته المادية المحيطة. توسع حجم الدماغ ثلاثة أصغاف على الأقل لأن الإنسان كان يتعاون ويتنافس مع بشر آخرين، دخلوا في سباق تسلح ضد بعضهم البعض والمنتصرون كانوا الأقدر على تشكيل هياكل أكثر تعقيداً من التنظيم الاجتماعي. فمثل الشمبانزي، الهومو الذين تواصلوا مع بعضهم البعض بشكل متكرر طوروا قدرات على التعاون فيما بينهم، وبنوا ثقتهم بناء على ذاكرة من التجارب السابقة ساعدتهم على التنبؤ بالسلوكيات المستقبلية. قدرة الإنسان على تطوير اللغة، هي التي جعلته يتقدم في التنظيم الاجتماعي، فظهور اللغة بين الجنس البشري فتح فرصاً هائلة لتطوير وتحسين التعاون والتنمية المعرفية بطريقة أكثر فعالية وودية. فهو يختصر فترة التنسيق ويفتح إمكانية التجريد والتنظير وهي خصائص مميزة للجنس البشري، فلم يعودوا مضطرين للتعرض للدغة ثعبان ليعرفوا أنها ضارة بل أصبح بامكانهم تعليم أبنائهم ألا يدوسوا على الثعابين.
هذه القدرة على خلق النماذج العقلية، هي السبب الأساسي لظهور الدين، في كل المجتمعات البشرية وهو الإيمان بوجود قوة غير مرئية وخارقة. قدرة لم تكن موجودة أو كانت محدودة للغاية في أجناس بشرية سابقة للإنسان العاقل مثل النياندرتال أو إنسان هايدلبيرغ. يقول فوكوياما برغم أن كثير من الناس يتهم الدين بالمسؤولية عن العنف والنزاعات والشقاق الاجتماعي، كان للدين دور مختلف تاريخياً. كان مصدر تماسك اجتماعي يسمح للبشر بالتعاون على نطاق أوسع وبشكل أكثر أمناً مما لو كانوا الكائنات العقلانية البسيطة المدفوعة بالمصلحة الذاتية كما يفترض علماء الاقتصاد. كما أثبتت معضلة السجينين في نظرية الألعاب، يقوم الأعضاء بتكرار اللعبة أكثر من مرة بمفردهم حتى يصلوا إلى مرحلة من التعاون في نهاية المطاف، ولكن العمل الجماعي يبدأ بالانهيار بزيادة عدد المجموعات المتعاونة. وفي المجموعات الكبيرة، تتزايد صعوبة مراقبة المساهمات الفردية للأعضاء وتظهر مشاكل مثل مشكلة الراكب الحر وترتفع معدلات السلوك الانتهازي بشكل عام.
الدين حل هذه المعضلة في المجتمعات البدائية عن طريق تقديم المكافآت والعقوبات التي تعزز من مكاسب العمل التعاوني. فاذا كان البشر البدائيين يعتقدون أن زعماء قبائلهم مجرد أشخاص عاديين مثلهم يبحثون عن مصلحتهم الشخصية، لم يكن ليتولد لديهم شعور بضرورة تنفيذ أوامرهم لمجرد الحساب العقلاني أن قرارتهم تصب في مصلحتهم. ولكن إن اعتقدوا أن زعيم القبيلة قادر على التواصل مع قوة غير مرئية سواء كانت أرواح الأجداد أو غيرها، فرص طاعته واحترام كلمته تصبح أعلى، لأن الإحساس بالعار يتولد بصورة أقوى ما شعر الإنسان أنه مراقب على الدوام من قوة خفية. بالتأكيد، الدين أخذ أشكالاً مختلفة ومتعددة في المجتمعات البشرية ولكن مهما تعددت العقائد والفلسفات فهو يخدم هدفاً واحداً، تعزيز القواعد السلوكية المتوافق عليها مجتمعياً. الدين لم يعد الطريقة الوحيدة لتدعيم الأفكار وتعزيز التضامن في عالم اليوم، فهناك الكثير من الآيديولوجيات والمدارس في مختلف المجالات مثل القومية والمدارس والتوجهات السياسية التي قد تنفصل تماماً عن الدين أو تتداخل معه بشكل أو بآخر. ولكن من الصعب تصور تطور أشكال أكثر تعقيداً من النظم الاجتماعية في المجتمعات البدائية القديمة دون وجود الدين.
بما أن المعتقد الديني هو مجرد نموذج عقلي للواقع ينسب السببية لقوى غير مرئية، جعل البشر يولدون نظريات حول العالم وعمل الطبيعة، فالجفاف وعدم هطول الأمطار سببه غضب الآلهة، ربما يمكن إسترضائهم بأغلى ما يملك البشر وهو التضحية بأطفالهم مثلاً، فتتولد طقوس يهدف البشر من خلالها إلى التلاعب بالطبيعة والتحكم بها لصالحهم. هذه الطقوس ساعدت على رسم المجتمعات البشرية وتميزها عن بعضها البعض، وبسبب دورها كمعزز للتضامن الاجتماعي، ينسى البشر النظرية الأصلية التي أدت إلى ظهورها. النماذج والمعايير العقلية التي تساعد البشر على التعاون وبالتالي البقاء على قيد الحياة قد تنشأ بعقلانية، ولكن غالب المتدينين لا يعتبرون معتقداتهم نظريات قابلة للقياس العقلي والتخلص منها ما ثبت أنها خاطئة، وهو ما يطرح التساؤل عن السبب الذي يدفع البشر للتمسك بثوابت نظرية جامدة يصعب تغييرها. السبب هو أن عملية اتباع القواعد الاجتماعية عند البشر ليست عقلانية بل مرتكزة على العواطف.
العقل البشري طور بعض الاستجابات العاطفية لتعزيز آليات السلوك الاجتماعي، استجابات جعلت البشر كائنات ملتزمة ومتبعة للقواعد بغض النظر عن حقيقة أن المحتوى المعين لهذه القواعد أو المعايير يتم تحديده ثقافياً. حقيقة أن البشر أصبحوا مرتبطين بقواعد معينة ليس لتحقيق أهداف على المدى القصير ولكن للوصول لغايات، عزز استقرار الحياة الاجتماعية قديماً. تأثير هذه الطبيعة البشرية على السياسة فادح، لأن القواعد قد لا تكون مفيدة عند تطبيقها على عدد كبير من الحالات، وكثيراً ما تصبح مختلة عندما تتغير الظروف التي أدت إلى تشكيلها. القواعد الدينية أو العادات الاجتماعية الهرمية لزجة ومقاومة للتغيير، وهي من المصادر الرئيسية للاضمحلال السياسي. القواعد أو المؤسسات الاجتماعية أُنشئت استجابة لمجموعة واحدة من الظروف البيئية ولكنها تصبح مختلة في ظل ظروف لاحقة ولا يمكن تغييرها للإستثمارات العاطفية الثقيلة فيها، فالتغيير الاجتماعي لا يحدث بشكل متوازٍ من خلال تعديلات صغيرة مستمرة لمواجهة تغير الظروف بل يأخذ مساراً كارثياً، وهو ما يفسر مركزية العنف في عملية التنمية السياسية.

## ما قبل الدولة
كل المجتمعات في العالم كانت قبلية أو عشائرية في فترة ما، فوكوياما يستعمل الدنمارك كمكان نموذجي لدولة مستقرة، غنية، مزدهرة، مسالمة، بنسب فساد سياسي منخفضة، ومجتمع صادق. معظم الناس في الدول المتقدمة والمستقرة ليس لديهم فكرة عن كيفية وصول الدنمارك نفسها لتكون "الدنمارك"، كان النضال من أجل إنشاء المؤسسات السياسية الحديثة مؤلماً وطويلاً ولكن الناس الذين يعيشون في البلدان الصناعية يعانون من ضعف في الذاكرة التاريخية حول كيفية وصول مجتمعاتهم إلى هذه المرحلة. الدنماركيون أنفسهم منحدرون من سلالة قبلية اسمها الفايكنغ، وكذلك الألمان الجرمانيون، الكلت، والساكسون كلها أسماء لتجمعات قبلية، وحتى الروم أنفسهم كانوا منظمين كتجمعات أو إتحادات قبلية في مرحلة ما مثل تلك المشاهدة اليوم في أفغانستان ووسط العراق ومناطق أخرى من الشرق الأوسط وأفريقيا. التزاماتهم لم تكن لدول ولكن لجماعاتهم، حلوا نزاعاتهم ليس عن طريق المحاكم ولكن عن طريق العدالة الجزائية، ودفنوا موتاهم في مقابر جماعية مخصصة لذوي القربى.
ولكن القبلية ليست أقدم أشكال التنظيم المجتمعي كما يعتقد الكثيرين، المنظمة القبلية لم تنشأ حتى ظهور المجتمعات المستقرة وظهور الزراعة قبل تسعة آلاف سنة. مجتمع الصياد وجامع الثمار كان أقدم من القبيلة التي شكلت بداية ظهور الطبقات الاجتماعية في التاريخ البشري. فمجتمع الصياد وجامع الثمار لم يكن زراعياً وبالتالي لم توجد ملكية خاصة، لم يكن هناك اقتصاد والصيد وجمع الثمار يوجب المشاركة، وهو ما جعلهم مجتمعاً متساوٍ حرفياً بدون سلطة اجتماعية هرمية ولا قيادة. الانتقال إلى القبلية تزامن مع ظهور الزراعة وهو ما أدى إلى زيادة كبيرة في عدد السكان. مجتمعات الصياديين وجامعي الثمار كان لديها معدل كثافة سكانية منخفض وهو 0.1 - 1 شخص في الكيلومتر المربع الواحد، في حين أن اختراع الزراعة رفع المعدل إلى 40 - 60. أصبح اتصال البشر مع بعضهم البعض على نطاق أوسع وهو ما تطلب شكلاً مختلفاَ للغاية من التنظيم الاجتماعي.
مصطلحات «القبائل»، «العشائر»، و«الأنساب» تستخدم لوصف هذه المرحلة من التنظيم الاجتماعي، وهي مصطلحات دقيقة ويستخدمها علماء الأنثروبولوجي لأن سمتها المشتركة أنها قطعية وقائمة على أساس الأصل المشترك، سواء كان حقيقياً أو موضوعاً. قطعية بمعنى أنها وحدات اجتماعية متكررة ومتطابقة. هذا المجتمع المسمى بالقبلي ينمو باضافة وحدات أو قطاعات جديدة ولكنه لا يملك مركزية سياسية ولا يخضع للتقسيم الحديث للعمال بل قائم على تضامن عضوي. ينقسم هذا المجتمع إلى شرائح وكل شريحة مكتفية ذاتياً ولا يمكن لأي أحد أن يكون عضواً في أكثر من شريحة وبنفس المستوى. القبلية ليست سلوكاً يمكن تفسيره بيولوجياً، فالسبب الوحيد الذي ساعد على تعقيد هذه المنظمة الاجتماعية في التاريخ البشري كان الدين. من المهم ملاحظة أن المجتمعات القبلية ليست أشكالاً طبيعية أو افتراضية للتنظيم الاجتماعي بحيث أن كل المجتمعات تعود إليها حال اهتزاز أوجه التنظيم الاجتماعية المتقدمة. تم إنشاء القبائل في منعطف تاريخي معين، ويتم الاحتفاظ بها على أساس بعض المعتقدات. إذا تغيرت تلك المعتقدات نتيجة لإدخال دين جديد مثلاً، شكل القبائل كتنظيم اجتماعي قد يتعرض للانهيار مثلما حدث للقبائل الجرمانية حال اعتناقها المسيحية.
عدد الجينات المشتركة بين البشر دافع حقيقي لسلوك يؤثر الأقارب المباشرين، ولكن عدد الجينات المشتركة يتقلص كلما ابتعدت نسبة القرابة وهي حالة التجمعات القبلية. عبادة الأجداد مورست في كافة المجتمعات البشرية في مرحلة ما من تاريخها وهو ما زاد من تعقيد المجتمعات وأثر على مجالات مثل القيادة والملكية الخاصة وساعدت التجمعات البشرية التي عُرفت بالقبائل على التلاحم. هي السبب التي جعلت الإنسان العاقل يبني المقابر، فالأجناس البشرية السابقة تعاملت مع الموتى كما يتعامل الحيوانات تماماً وهو تركهم في العراء، ولكن الاعتقاد أن الموتى يستمرون في الحياة بطريقة أو بأخرى دفعهم لدفنهم وفي حالة معظم إن لم يكن كافة المجتمعات القديمة، ذبح العبيد والأحصنة ودفنها مع المقتنيات الشخصية للميت لاعتقادهم أنه سيكون بحاجة إليها. عبادة الأسلاف تختلف عن تبجيل القديسين، فهي خدمت هدفاً واحداً وهو ربط الأفراد على نطاق أوسع من الأسرة الصغيرة. المجتمع القبلي ليس مكوناً من الأعضاء الحاضرين من العشيرة، هو حبل واحد ممتد من الأجداد إلى الأحفاد. ذوي القربى ذي الصلة البعيدة يشعرون أنهم متصلون ولديهم واجبات اتجاه بعضهم البعض، شعور تعززه طقوس ممارسة من المجتمع ككل. الأفراد في هذا المجتمع لا يعتقدون أن لديهم القدرة على الاختيار وبدلا من ذلك، يتم تحديد أدوارهم في المجتمع المحيط قبل ولادتهم.
يقول فوكوياما بأن مقولة كارل ماركس الشهيرة «الدين أفيون الشعوب» بمعنى أنه خرافة أوجدتها النخب الثرية لتعزيز امتيازاتها، تدعم الاستنتاج بأن العصب الأسرية المتداخلة أوجدت الدين وليس العكس. ماركس لم يدرس المجتمعات البدائية ولم يكن له آراء حول عبادة الأسلاف في المجتمعات القبلية ولكن من السهل تمديد جداله للافتراض أن الغضب المتولد من موت الأجداد تم التلاعب به من قبل أرباب الأسر لتعزيز سلطتهم. اجتمعت العصب الأسرية التي تحتاج إلى المساعدة ضد عصب أسرية مجاورة وقامت باستدعاء روح سلف مشترك أسطورياً كان أو حقيقياً، لمساعدتها على التلاحم وتعزيز سلطتها. هذا الترابط الذي عززه المعتقد الديني كان العامل الأهم لظهور الملكية الخاصة. فالبشر لم يستولوا على أراضٍ ويدعون أحقيتهم بامتلاكها لأسباب اقتصادية في البداية، بل لأسباب دينية. فالقبائل ادعت احقيتها لامتلاك أرض ما لأنها قريبة من مقابر أجدادهم أو حيث يمارسون طقوسهم التعبدية، المالك ليس فرداً بل المجتمع وذوي القربى الميتين، عقد ملكية كنوع من الثقة نيابة عن الموتى والأحفاد الذين لم يولدوا بعد.
العامل الآخر لظهور المجتمعات القبلية كان الحرب، لأن استقرار المجتمعات زراعياً يعني أن الجماعات البشرية أصبحت تعيش في مواقع قريبة من بعضها البعض، ويمكنها توليد فوائض أعلى بكثير من الحد الأدنى المطلوب للبقاء، وبالتالي أصبح لديهم مزيداً من السلع ووسائل النقل للحماية أو النهب. الحرب أدت إلى ظهور طبقة خاصة من المحاربين في المجتمع القبلي وهو ما أدى بدوره إلى ظهور وحدة دائمة ومستمرة في التنظيم السياسي إلى العصر الحالي، قائد وفرقته المخلصة من المسلحين. هذا التنظيم البدائي أصبح عالمياُ ولا يزال ممارساُ إلى اليوم على شاكلة أمراء الحروب، ميليشيات، عصابات المخدرات وما إلى ذلك. هذه الطبقة من المحاربين ترفض استبدال نمط حياتها بالتحول إلى مزارعين أو تجار، وتحترم قائدها من منطق الإعجاب والقدوة وليس الإتباع الصارم للأوامر. وهو ما شكل نقاط ضعف وقوة للمجتمع القبلي ما قبل الدولة، كان بامكانهم تجهيز قوة ضاربة في فترة وجيزة وما إذا توفرت لهم الخيول، كان بامكانهم السيطرة على مساحات واسعة من الأراضي. ولكن غياب المركزية وآلية الخلافة الواضحة حكمت على المجتمعات القبلية بالضعف على المدى الطويل وينتهي بها المطاف إلى التفكك والوصول إلى مرحلة الدولة لأنهم لا يستطيعون الحكم بدون سلطة سياسية أو قدرات إدارية.